# Свистунівка (Полтавський район)
Свистуні́вка — село в Україні, у Михайлівській сільській громаді Полтавського району Полтавської області. Населення становить 94 осіб.
Після ліквідації Машівського району 19 липня 2020 року село увійшло до Полтавського району.

## Географія
Село Свистунівка знаходиться на берегах річки Нехворощанка, нижче за течією примикає село Мала Нехвороща. На річці невеликі загати.

## Населення

### Мова
Розподіл населення за рідною мовою за даними перепису 2001 року:
| Мова       | Кількість | Відсоток |
| ---------- | --------- | -------- |
| українська | 92        | 97.87%   |
| російська  | 2         | 2.13%    |
| Усього     | 94        | 100%     |

## Економіка
- Молочно-товарна ферма.